# Settimo Vittone
Settimo Vittone – miejscowość i gmina we Włoszech, w regionie Piemont, w prowincji Turyn.
Według danych na rok 2004 gminę zamieszkiwało 1581 osób, 68,7 os./km².